# Marcel Delépine
Stéphane Marcel Delépine (Saint-Martin-le-Gaillard, 19 de setembro de 1871 — 21 de outubro de 1965) foi um químico e farmacêutico francês.

## Obras
- Berthelot, Paris, Hermann & cie., 1937
- Carbures métalliques, Paris, A. Joanin et cie, 1904
- Centenaire de la naissance d’Armand Gautier, Paris, Masson, 1938
- Chimie organique. Formules de constitution, isomérie, isomérie optique, Paris, Hermann, 1937
- Composés endothermiques et exothermiques, 1899
- Cours de chimie organique, Paris, Masson, 1906
- Hommage rendu au Professeur Marcel Délépine par ses amis, ses collègues, ses élèves, à l’occasion de sa promotion au grade de Commandeur de la Légion d’Honneur, Paris, 1950
- Initiation à l’étude chimique des corps gras : conférences organisées et publ. avec le concours de l’I.R.H.O., Paris : Société d’édition d’enseignement supérieur, 1963
- La synthès totale en chimie organique ; mémoires de MM. Wöhler, Gerhardt, M. Berthelot, Le Bel, van’t Hoff, Jùngfleisch, Ladenbúrg, Pasteur, Paris, Gauthier-Villars, 1937
- Letters, Bern, Dibner, 1928-1947
- Marcellin Berthelot, Alençon, Imp. Alençonnaise, 1940
- Mécanismes électroniques en chimie organique, Paris, Gauthier-Villars, 1965
- Ernest Fourneau (1872-1949). Sa vie et son œuvre, extrait du Bull. Soc. Chim. Fr., Paris, Masson et Cie, 1951.
- Titres et travaux scientifiques de Marcel Delépine, Paris, 1921
- Traité de chimie organique. Tome I, Analyse organique, azéotropisme et distillation, états cristallin et état colloïdal, composé défini et corps pur, construction de l’édifice moléculaire, association des atomes chaînes ouvertes et chaînes fermées, groupements fonctionnels, représentation des édifices chimiques, isomérie, nomenclature, Paris : Masson et Cie, 1935
- Un grand chimiste analyste : Louis Nicolas Vauquelin. Conférence faite au Palais de la Découverte le 28 décembre 1941, Paris, 1942